# Picea smithiana
Picea smithiana (ялина гімалайська, кит.: 长叶云杉, changye yunshan) — вид роду ялина родини соснових. Вид названий на честь Джеймса Едварда Сміта, англійського ботаніка і засновника Ліннейського товариства.

## Поширення, екологія
Країни поширення: Афганістан; Китай (Тибет); Індія (Хімачал-Прадеш, Уттар-Прадеш). Це високогірний вид, що зустрічається в Гімалаях, між (2300)2500 і 3600(3750) м над рівнем моря на альпійських літозолях. Клімат вологий мусонний, з рясними опадами у два дощова сезони, але стає поступово більш сухий у західних частинах ареалу. Деяка кількість опадів випадає у вигляді снігу, який накопичується за зиму. Зазвичай росте з Abies spectabilis, Pinus wallichiana, Tsuga dumosa (східна частина діапазону) і з Abies pindrow і Cedrus deodara в західній частині. На більш низьких висотах ростуть різні листяні дерева, наприклад Quercus, Acer, Prunus, Ulmus, Aesculus indica.

## Опис
Це дерево до 60 м заввишки і 200 см діаметром на рівні грудей, з конічною кроною. Кора світло-коричневого, вриваючись в нерегулярних пластин. Листки стрункі, вигнуті, чотирикутні в поперечному перерізі, розміром 33–55 × 1,3–1,8 мм, вершини гострі або загострені. Насіннєві шишки зелені, а достиглі коричневі, блискучі, циліндричні, розміром 10–18 × 4,5–5 см. Насіння темно-коричневе, ≈ 5 мм, з 10–15 мм крилами.

## Використання
Ялина є важливим джерелом деревини, і може дати відмінний будівельний матеріал великих розмірів. Використовується для дахів і підлог. Її довгі голки, гілки, що звисають і яскраво-зелені шишки роблять ялину декоративним деревом. Ялина не дуже поширена в культурі, можливо, через проблеми з повільним початковим ростом.

## Загрози та охорона
Вирубка без належного природного поновлення представляє найбільшу загрозу. Розташування лісів не робить їх природно бажаними для сільськогосподарського обробітку. Цей вид зустрічається в кількох охоронних територіях. Він також вирощується в насадженнях в Європі та Північній Америці.

## Галерея

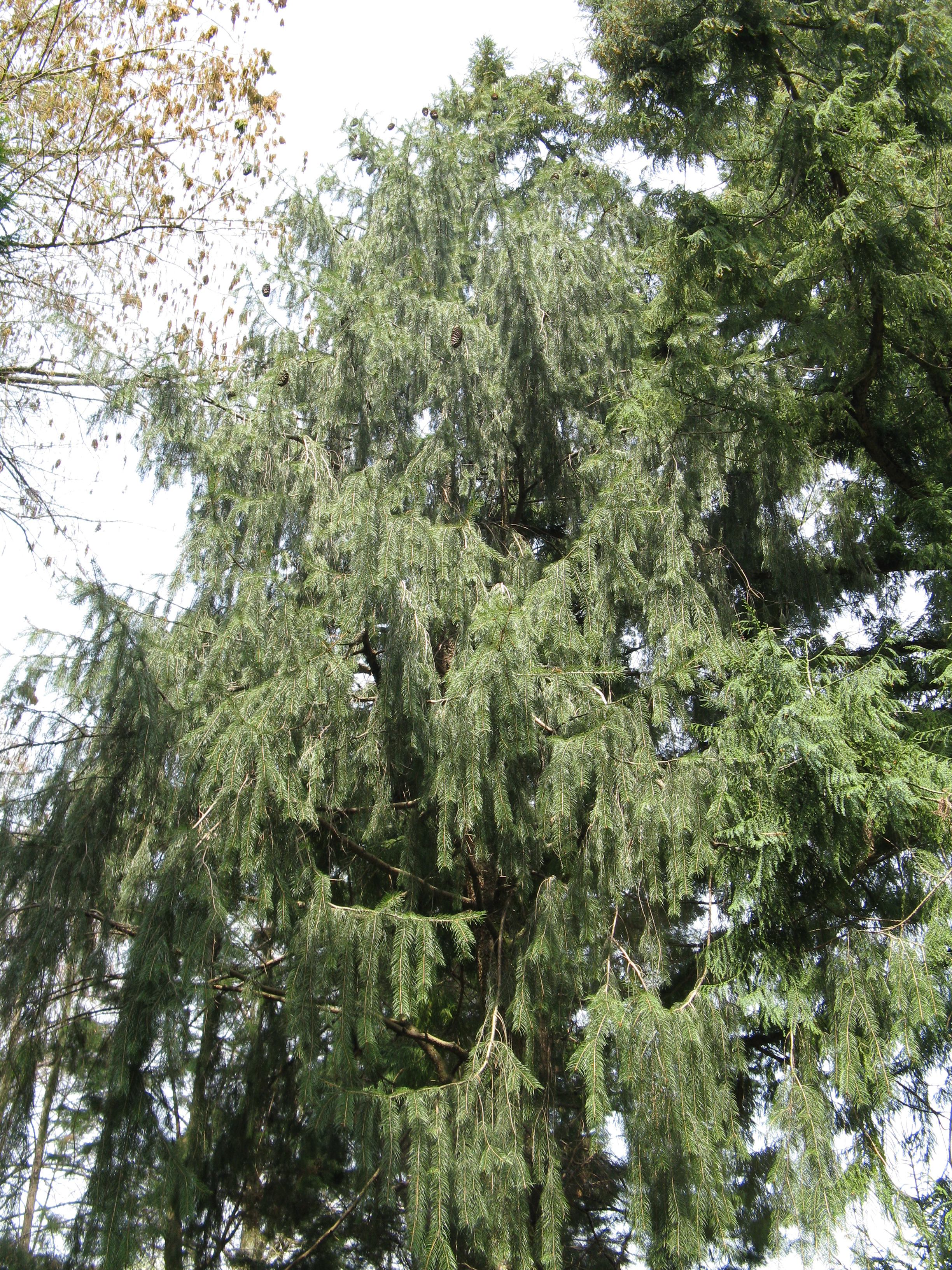
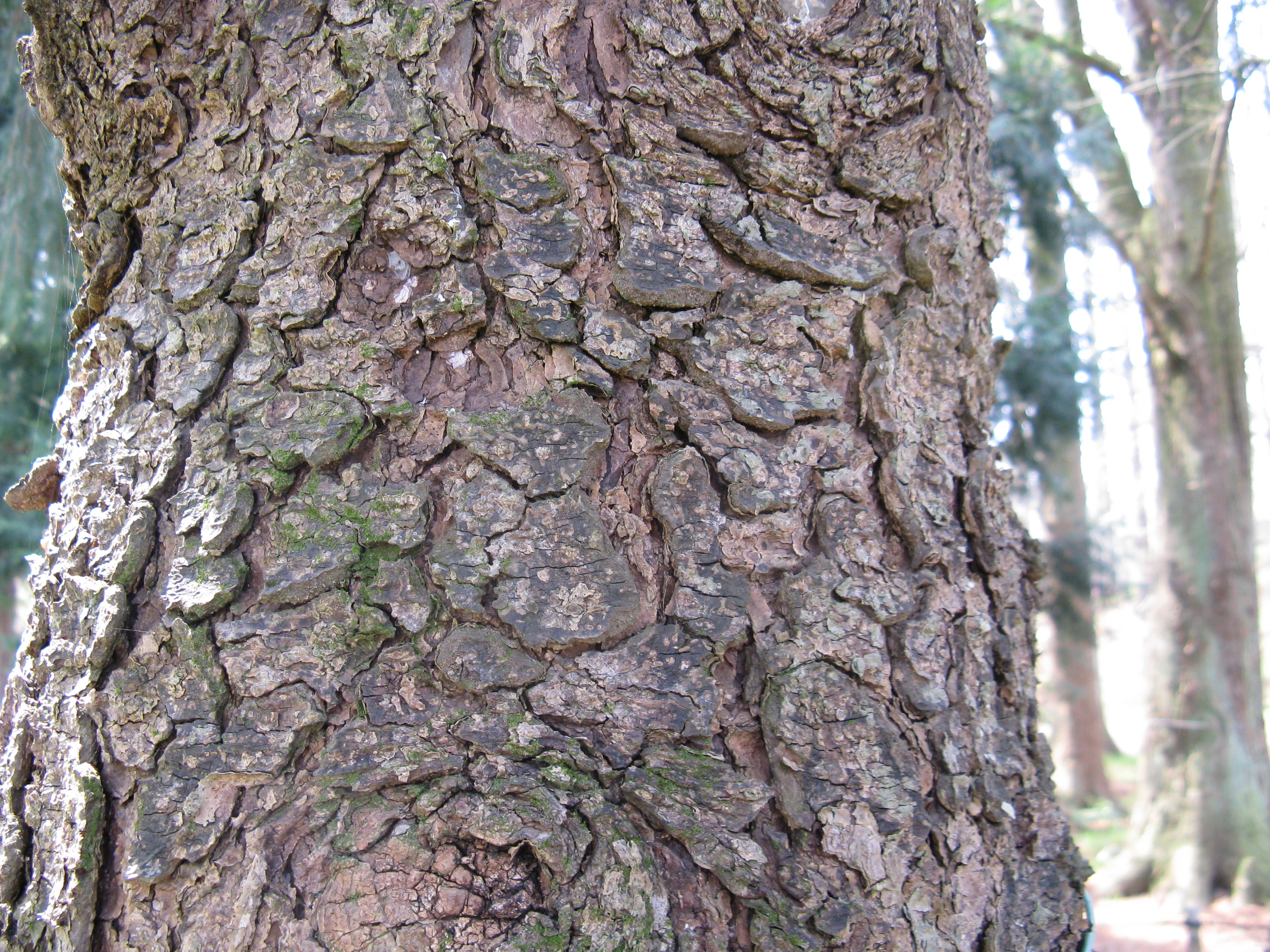
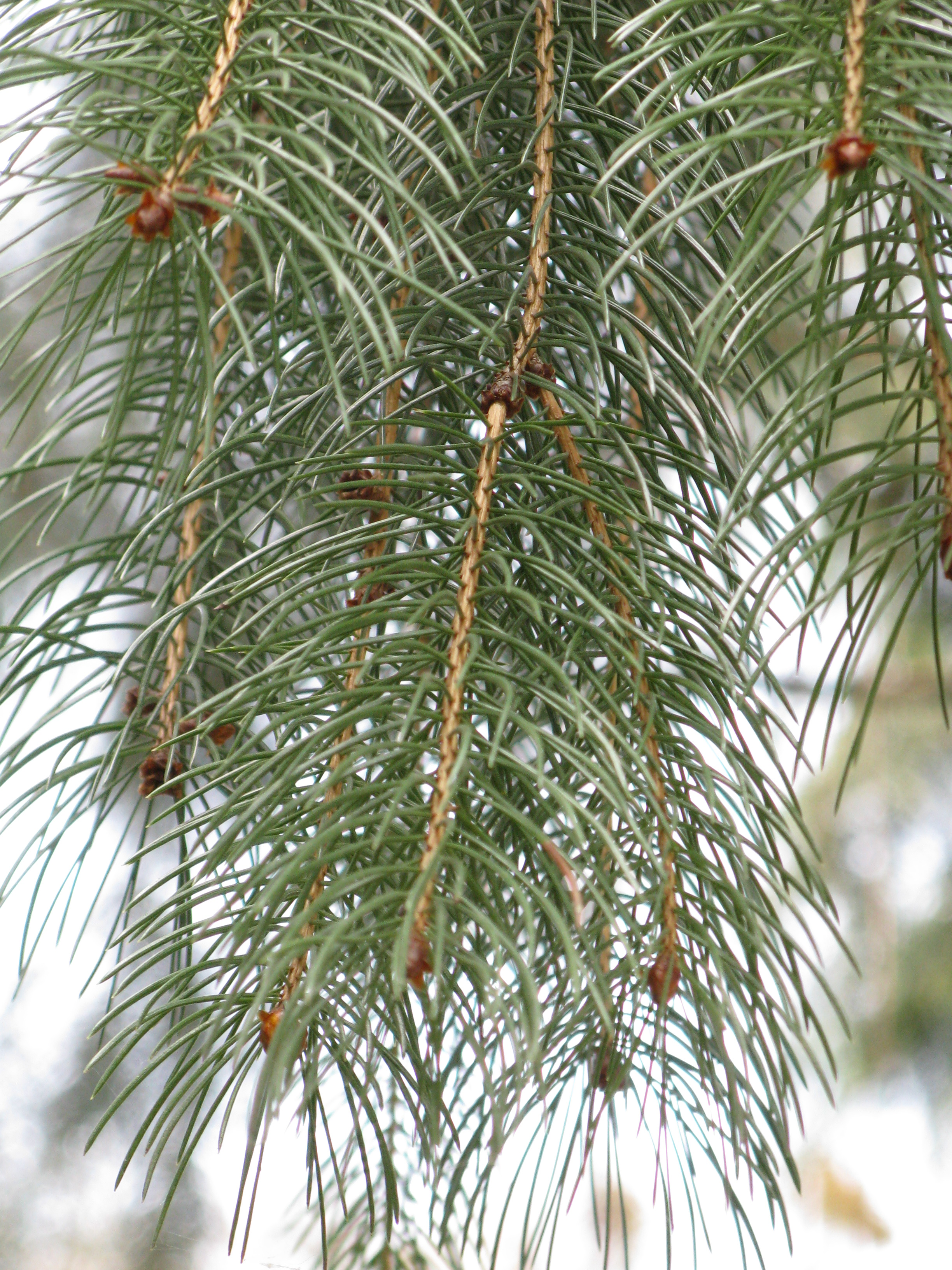

| Соснові | Це незавершена стаття про родину соснові. Ви можете допомогти проєкту, виправивши або дописавши її. |